# ميخائيل كوين سوليفان (صحفي)
ميخائيل كوين سوليفان (بالإنجليزية: Michael Quinn Sullivan)‏ هو صحفي أمريكي، ولد في 4 يناير 1970 في دالاس في الولايات المتحدة.

## وصلات خارجية
- الموقع الرسمي